# SpaceShipTwo

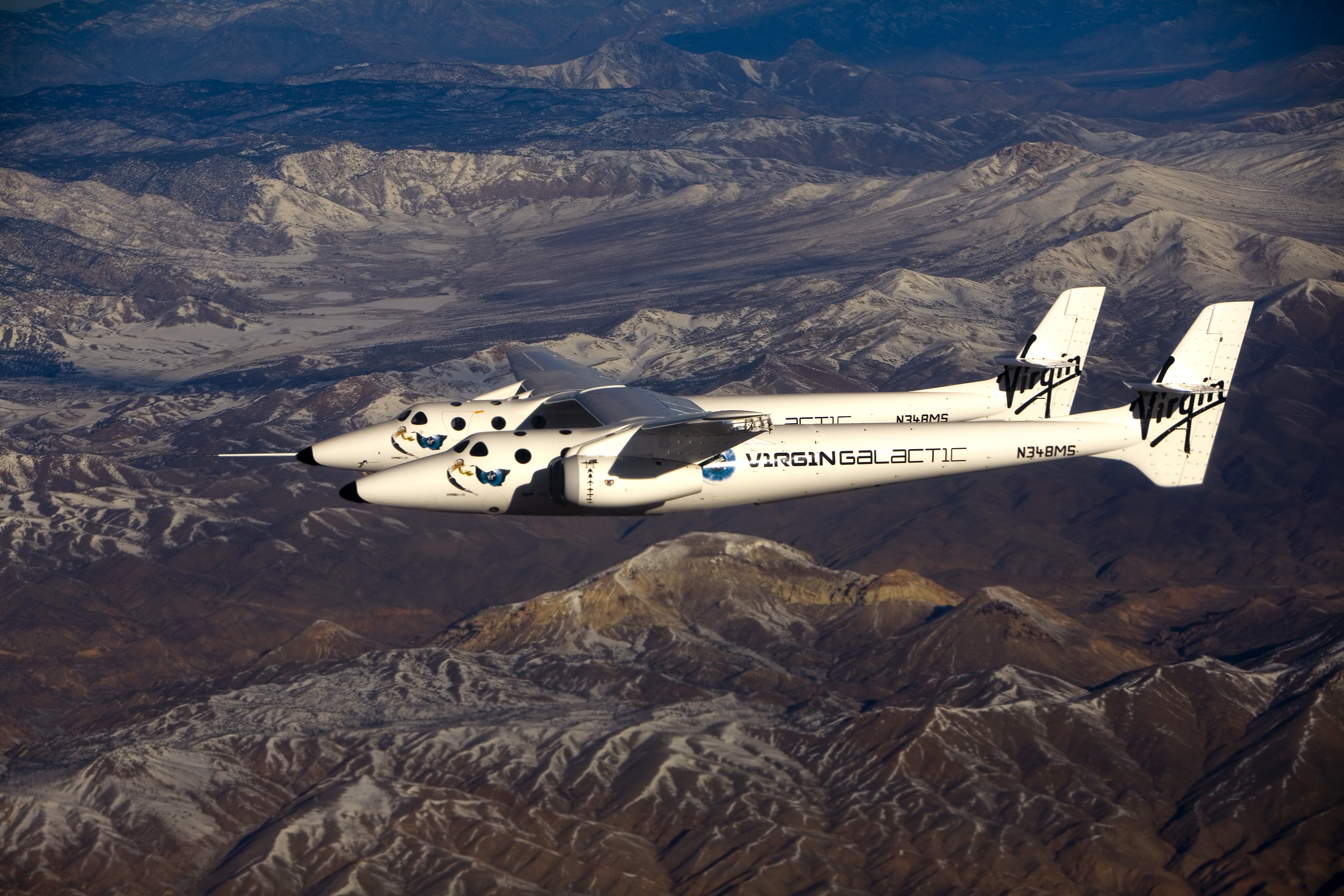
Jungfernflug der VMS Eve am 21. Dezember 2008

SpaceShipTwo ist ein raketengetriebener Höhenflugzeugtyp von Virgin Galactic.
Das Flugzeug kann Höhen von etwa 85–90 km erreichen und wird für Vergnügungsflüge und Höhenforschungsprojekte genutzt. Im Oktober 2014 stürzte der erste Prototyp bei einem Testflug ab und wurde zerstört, wobei einer der beiden Piloten starb. Mit dem zweiten SpaceShipTwo-Exemplar VSS Unity wurde im Dezember 2018 erstmals eine Flughöhe von über 50 Meilen (etwa 80 km) und damit der Weltraum nach Definition der US-Luftfahrtbehörde FAA erreicht. Der kommerzielle Flugbetrieb begann Mitte 2023.

## Entwicklung und Testflüge

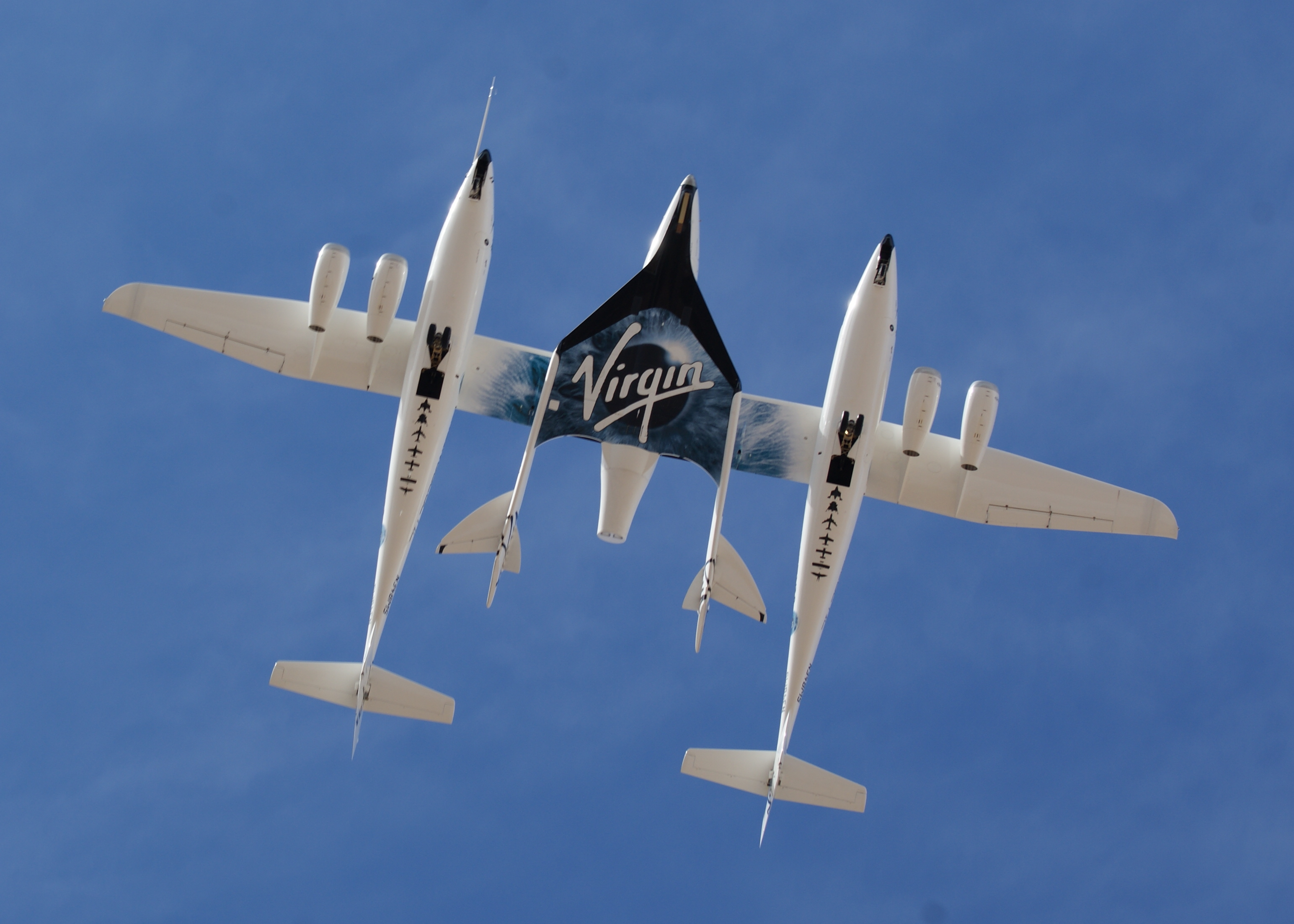
Blick unter SpaceShipTwo und White Knight Two

SpaceShipTwo ist der Nachfolger des Typs SpaceShipOne, des ersten rein privat finanzierten Raumfahrzeugs, das innerhalb von zwei Wochen im Rahmen des Ansari X-Prize zweimal den Weltraum oberhalb von 100 km Höhe erreichte. Bau und Entwicklung wurden wesentlich von Burt Rutan geleistet, der auch Investor in Virgin Galactic war. Gebaut wurde das SpaceShipTwo von der The Spaceship Company, ursprünglich ein Joint Venture der Unternehmen Virgin Group und Scaled Composites; seit 2012 ist dieses eine hundertprozentige Tochtergesellschaft der Virgin Group.
Virgins CEO Richard Branson wollte für den Bau 2005 und in den folgenden Jahren etwa 100 Millionen US-Dollar investieren. Unter anderem gingen über 20 Millionen US-Dollar für Lizenzrechte an Mojave Aerospace Ventures (MAV), ein von Rutan und Paul Allen zur Vermarktung der SpaceShipOne-Technologie gegründetes Unternehmen. Im Jahr 2017 waren Projektkosten von 600 Millionen Dollar angegeben worden.
Der Rollout des ersten SpaceShipTwo, der VSS Enterprise (Luftfahrzeugkennzeichen N339SS), erfolgte am 7. Dezember 2009. Ein erster Testflug vom Mojave Air & Space Port in Kalifornien, bei die Enterprise noch nicht vom Trägerflugzeug gelöst wurde, fand am 23. März 2010 statt. Ebenfalls ohne Abkopplung fand der erste bemannte Flug am 15. Juli statt. Beim 37. Testflug des Trägerflugzeuges „VMS Eve“ brach dessen linkes Fahrwerk ab, sodass das Trägerflugzeug leicht beschädigt wurde. Der erste Freiflug der VSS Enterprise erfolgte am 10. Oktober 2010. Am 4. Mai 2011 wurde während des 7. Freiflugs der sogenannte „Federmodus“ (siehe Abschnitt Flugablauf) erfolgreich über dem Mojave Air & Space Port getestet.
Im Juni 2012 erteilte die Federal Aviation Administration (FAA) Scaled Composites die Genehmigung für Raketentests. Der erste Testflug eines SpaceShipTwo mit Raketenantrieb fand am 29. April 2013 statt.
Touristenflüge sollten ab 2015 durchgeführt werden; ungefähr 700 Passagiere hatten bis Ende 2013 bereits für ein Flugticket bezahlt. Am 31. Oktober 2014 stürzte die VSS Enterprise jedoch nach einer zu frühen Entriegelung des Federmechanismus über der Mojave-Wüste ab. Der Copilot, Michael Alsbury, starb bei diesem Unfall; der Pilot, Peter Siebold, überlebte mit schweren Verletzungen.
Nach Fertigstellung des zweiten SpaceShipTwo, der VSS Unity, wurden die Tests wieder aufgenommen. Am 9. September 2016 führte die VSS Unity den ersten erfolgreichen Testflug durch, bei der sie mit dem Trägerflugzeug verbunden blieb, der erste Gleitflug erfolgte am 3. Dezember 2016. Am 13. Dezember 2018 überschritt die VSS Unity erstmals die Höhe von 50 Meilen (etwa 80 km), die in der militärischen und privaten US-Raumfahrt als Grenze zum Weltall gilt. Am 22. Mai 2021 flog die Unity erstmals einen ganzen Testflug vom Spaceport America in New Mexico und erreichte gut 89 Kilometer Höhe. Im Juni 2021 erhielt das Unternehmen eine erweiterte Betriebslizenz zum Transport von „Teilnehmern“ (Passagieren).
Am 11. Juli 2021 erreichte Unity22, erstmals mit neben den Piloten weiteren Teilnehmern, eine Höhe von 282.000 Fuß (rund 86 km). Zu den Teilnehmern zählten neben Virgin-Galactic-Angestellten der Gründer von Virgin Galactic Richard Branson.

## Flugablauf im Regelbetrieb

Flugprofil

Das Trägerflugzeug White Knight Two startet vom Spaceport America in New Mexico, trägt das SpaceShipTwo bis auf 15,2 km Höhe und klinkt es dort aus. Nach einem wenige Sekunden dauernden antriebslosen Flug zündet das Raketentriebwerk des SpaceShipTwo und beschleunigt es auf einer steil nach oben zeigenden Bahn innerhalb von 30 Sekunden bis auf Mach 3. Dabei wirken auf die Insassen Beschleunigungen bis zur dreifachen Erdbeschleunigung ein. Nach einer Minute und bei etwa Mach 3 ist die maximale Brenndauer auf etwa 42 Kilometern Höhe erreicht.
Es folgt ein etwa vier bis fünf Minuten dauernder, schwereloser Flug, bei dem das SpaceShipTwo in einer ballistischen Kurve erst weiter aufsteigt und dann sinkt. Nach Brennschluss des Triebwerks dürfen sich die Passagiere losschnallen. Zudem wird das Reaction Control System für allfällige Lagekorrekturen freigeschaltet. Am höchsten Punkt liegt die Flugbahn etwa 85 Kilometer über der Erdoberfläche, in der Thermosphäre, jenseits der von der FAA angegebenen Weltraum-Grenze von rund 80 km (50 Meilen). Den Passagieren stehen Bullaugen zwischen 33 und 43 cm Größe zur Verfügung.
Danach folgt ein knapp zwei Minuten dauerndes Bremsen des Sinkfluges im Federmodus (feather configuration), einem definierten Sackflug, das durch eine 90°-Drehung der zwei Leitwerksträger einschließlich der Leitwerke nach oben bewirkt wird. In einer Höhe von 16.700 m werden die Leitwerksträger wieder zurückgedreht und das Flugzeug geht in einen Gleitflug über. Es landet knapp 15 Minuten nach dem Ausklinken vom Mutterschiff auf seinem Heimatflughafen.

## Technik
Nach älteren Aussagen des Konstrukteurs Rutan in der Planungsphase könne das SpaceShipTwo höher fliegen und habe mit 100 bis 200 Meilen eine längere Abstiegsphase als das Vorgängermodell SpaceShipOne. Es ist mit 18,3 m Länge auch fast doppelt so groß und komplett aus kohlenstofffaserverstärktem Kunststoff gebaut. Zur Bremsung und zur Stabilisierung des Sturzes in großer Höhe können die hinteren Tragflächen mit den Leitwerken pneumatisch nach oben geschwenkt werden, sodass – wie beim Vorgänger – ein definiertes Trudeln entsteht. Die Tragflächenvorderkanten und der Bug sind mit einem Hitzeschutz ausgerüstet.
Die maximale Passagierzahl beträgt vier Personen, das Flugzeug wird von zwei Piloten gesteuert. Ursprünglich waren bis zu sechs Passagiere vorgesehen, jedoch verringerte sich die Transportkapazität durch eine Erhöhung des Flugzeuggewichts.

### Antrieb
Als Antrieb kommt wie bei SpaceShipOne ein Hybrid-Raketentriebwerk zum Einsatz. Es besteht aus einem Rohr aus festem Kunststoff, das als Brennstoff abbrennt, und dem aus einem Tank zugeführten gasförmigen Distickstoffmonoxid (Lachgas, N2O) als Oxidator.
Im Oktober 2013 wurde die Aufnahme des Flugbetriebs verschoben. Als Grund galten erhebliche Probleme mit dem Antrieb von SpaceShipTwo. Die Triebwerke wurden bis zu diesem Zeitpunkt noch nie in der vollen erforderlichen Laufzeit getestet, unbestätigten Angaben zufolge erreichten sie auch nicht den nötigen Schub.
Die CO2-Emissionen pro Passagier für einen Flug im Regelbetrieb entsprechen etwa 60 Prozent der Emissionen eines Transatlantikfluges zwischen New York und London im Jahr 2009. Etwa 70 Prozent der Emissionen stammen vom Trägerflugzeug, das SpaceShipTwo in die Stratosphäre befördert.

### Unfall bei Triebwerkstest 2007
Am 26. Juli 2007 kam es bei Bodentests an dem weiterentwickelten Raketentriebwerk zu einer heftigen Explosion, bei der drei Techniker ums Leben kamen und drei weitere Techniker schwer verletzt wurden. Die staatliche Arbeitsschutz-Agentur OSHA in Kalifornien untersuchte den Unfall, konnte jedoch bis zum Januar 2008 die direkte Ursache der Explosion nicht ermitteln. Scaled stellte daraufhin ein eigenes Untersuchungsteam aus erfahrenen Raketentechnikern zusammen, um den Vorgang zu untersuchen und ähnliche Vorfälle für die Zukunft auszuschließen. Die Ursache wurde in einer Unverträglichkeit zwischen Distickstoffmonoxid (N2O) und Verbundwerkstoffen vermutet, die im Tank zu der Entzündung führte. Daraufhin sollten geänderte Werkstoffe eingesetzt werden. Jedoch wurden weiterhin wiederholt Einwände gegen das Sicherheitskonzept von SpaceShipTwo geäußert.

## Flotte
Fünf Flugzeuge der SpaceShipTwo-Klasse waren geplant. Nur zwei wurden im Oktober 2007 benannt und anschließend auch gebaut, die VSS Enterprise und die VSS Unity. Die VSS Enterprise stürzte am 31. Oktober 2014 ab und zerschellte am Boden, der Kopilot kam dabei ums Leben.
Die VSS Unity wurde am 19. Februar 2016 enthüllt und nach Testflügen von 2018 bis 2023 für insgesamt 7 kommerzielle Flüge von Juni 2023 bis Juni 2024 eingesetzt.
|   | Name           | Trägerflugzeug | Baujahr | Aktueller Status1         |
| - | -------------- | -------------- | ------- | ------------------------- |
| 1 | VSS Enterprise | VMS Eve        | 2010    | zerstört 2014             |
| 2 | VSS Unity      | VMS Eve        | 2016    | ausgemustert im Juni 2024 |

1 Stand der Daten: November 2023

## Technische Daten
| Kenngröße             | Daten                                                          |
| --------------------- | -------------------------------------------------------------- |
| Besatzung             | 2                                                              |
| Passagiere            | ≤ 6                                                            |
| Länge                 | 18,29 m                                                        |
| Spannweite            | 8,23 m                                                         |
| Höhe                  | 4,57 m                                                         |
| Länge der Kabine      | 3,70 m                                                         |
| Höchstgeschwindigkeit | 4200 km/h                                                      |
| Antrieb               | RocketMotorTwo (regelbares und abschaltbares Raketentriebwerk) |
| Steuerung             | Lageregelungstriebwerke, elektrisch unterstütztes Höhenruder   |
| Dienstgipfelhöhe      | 110 km (bei weniger Passagieren 140 km)                        |